# Лесоустройство
Лесоустройство — система государственных мероприятий, направленных на обеспечение рационального использования, повышение продуктивности , воспроизводство, охрану и защиту лесов, а также повышение культуры лесного хозяйства. Лесоустройство включает в себя изучение лесорастительных и экономических условий территории, разработку проектов ведения лесного хозяйства, обоснование объёмов лесохозяйственных мероприятий и возможный размер пользования древесиной. 
Лесоустройство как наука представляет собой учение об организации лесного хозяйства, государственной инвентаризации лесов и составлением перспективного плана развития лесного хозяйства.

## История лесоустройства в России
Первый документ, который можно отнести к лесоустройству, был издан при Петре I в 1722 году. В данной вальдмейстерской инструкции предписывалось производить картирование и описание лесов. Но первый полноценный учет лесов был произведен в некоторых губерниях только в середине 19-го века. На основании этих работ в 1845 году Государственное лесное управление выпустило первую русскую «Инструкцию для таксационных работ в лесных дачах, избираемых для ведения правильного лесного хозяйства». Её составителем был известный в то время специалист лесного дела Фёдор Карлович Арнольд. Всего за дореволюционный период было выпущено 14 лесоустроительных инструкций. В этих инструкциях применялись положения и принципы как предложенные в Западной Европе(прежде всего в Германии), так и оригинальные приемы разработанные с учетом специфических особенностей лесного хозяйства в России.
В первые годы советской власти лесоустройство основывалось на методической основе дореволюционного периода. Но уже в 1926 году выпускается составленная профессором М. М. Орловым первая советская лесоустроительная инструкция, учитывающая новые экономические и политические основы лесного хозяйства. Далее был разработан ряд лесоустроительных инструкций(1937, 1938, 1941 и 1946 годы) в которых совершенствовались методы лесоустройства и принципы организации лесного хозяйства.
С 1950-х годов аэрофотосъемка становится технической основой лесоинвентаризации в части определения контуров выделов и составления планово-картографических материалов. С начала 1960-х годов наряду с глазомерной начинают широко применяться выборочно-измерительная и перечислительная таксация леса, также внедряются счетно-клавишные и счетно-перфорационные машины для обработки лесоустроительной информации. С начала 1970-х годов обработка этой информации полностью осуществляется на ЭВМ.